# میا مای
میا مای (آلمانی: Mia May؛ ۲ ژوئن ۱۸۸۴ – ۲۸ نوامبر ۱۹۸۰) یک هنرپیشه اهل اتریش بود. وی بین سال‌های ۱۹۱۲ تا ۱۹۲۴ میلادی فعالیت می‌کرد.